# Thanatus simplicipalpis
Thanatus simplicipalpis es una especie de araña cangrejo del género Thanatus, familia Philodromidae. Fue descrita científicamente por Simon en 1882.

## Distribución
Esta especie se encuentra en Yemen e India.